# Mariensäule (Sulzfeld am Main)

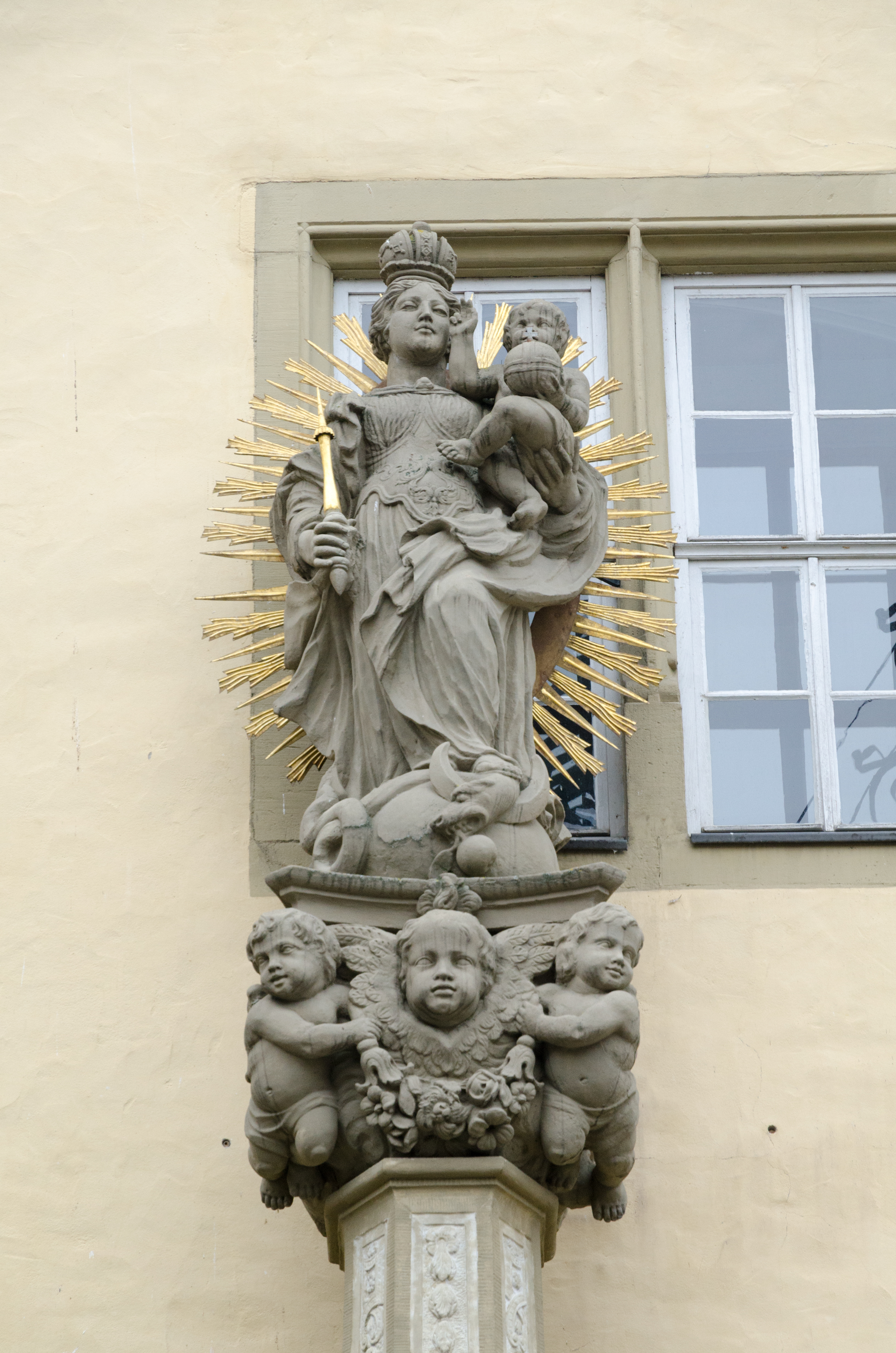
Aufsatz der Mariensäule vor dem Sulzfelder Rathaus

Die Mariensäule im unterfränkischen Sulzfeld am Main ist ein eingetragenes Baudenkmal. Sie zeigt die Himmelskönigin und wurde vor dem Rathaus am Marktplatz des Dorfes aufgestellt.

## Geschichte
Die Mariensäule geht auf die erste Hälfte des 18. Jahrhunderts zurück. Die drei Brüder Johann, Michael und Sebastian Marquard können als Stifter der Figur gelten. Sie sind auf dem Unterbau der Statue in Form einer Inschrift verewigt. Die Jahreszahl kann in derselben Inschrift anhand eines Chronogramms entziffert werden: „Magnae DeI genItrICI ereCta eX Voto statVa Iohanne Michaeli Sebastiano Marquard germanis fratribus“ (lat. Der erhabenen Mutter Gottes wurde diese Statue aufgrund eines Gelübdes durch die leiblichen Brüder Johann, Michael und Sebastian Marquard errichtet). Die Statue entstand im Jahr 1724.
Das Bildmotiv geht dabei auf ältere Vorbilder zurück, die im 17. Jahrhundert entstanden. Im Nachbarort Eibelstadt entstand eine solche Statue bereits im Jahr 1660. Die Figuren dienten der Darstellung der Muttergottes als Hauspatronin. Die Aufstellung auf dem Marktplatz verweist auf die enge Verbindung des ganzen Dorfes zu dieser Heiligen. Maria kann im Einflussbereich des Würzburger Fürstbischofs darüber hinaus häufig als „Patrona Franconiae“ identifiziert werden, also als Schutzherrin und Herzogin von Franken. Die Sulzfelder Mariensäule ist zusammen mit dem Rathaus als Baudenkmal eingeordnet.

## Beschreibung
Die Säule präsentiert sich im Stil des Rokoko. Bekrönt wird sie von Maria auf der Mondsichel, die eine goldene Krone trägt. Unterhalb der Figur wurde eine Schlange angebracht, die einen Apfel im Maul trägt. Der Aufsatz beinhaltet auch ein von Putten eingerahmtes Kapitell unterhalb der Figur, in deren Zentrum sich ein Cherubskopf erhebt. Die Basis wird von einem rechteckigen Sockel gebildet, in dem die Inschrift in einer Kartusche angebracht wurde. Darüber leitet ein mit Engelsköpfen besetzter Aufsatz zur eigentlichen Säule über. Die Säule selbst ist achteckig gestaltet und weist in langgestreckten Kartuschen reiche florale Reliefs auf.